# Хлорид натрия

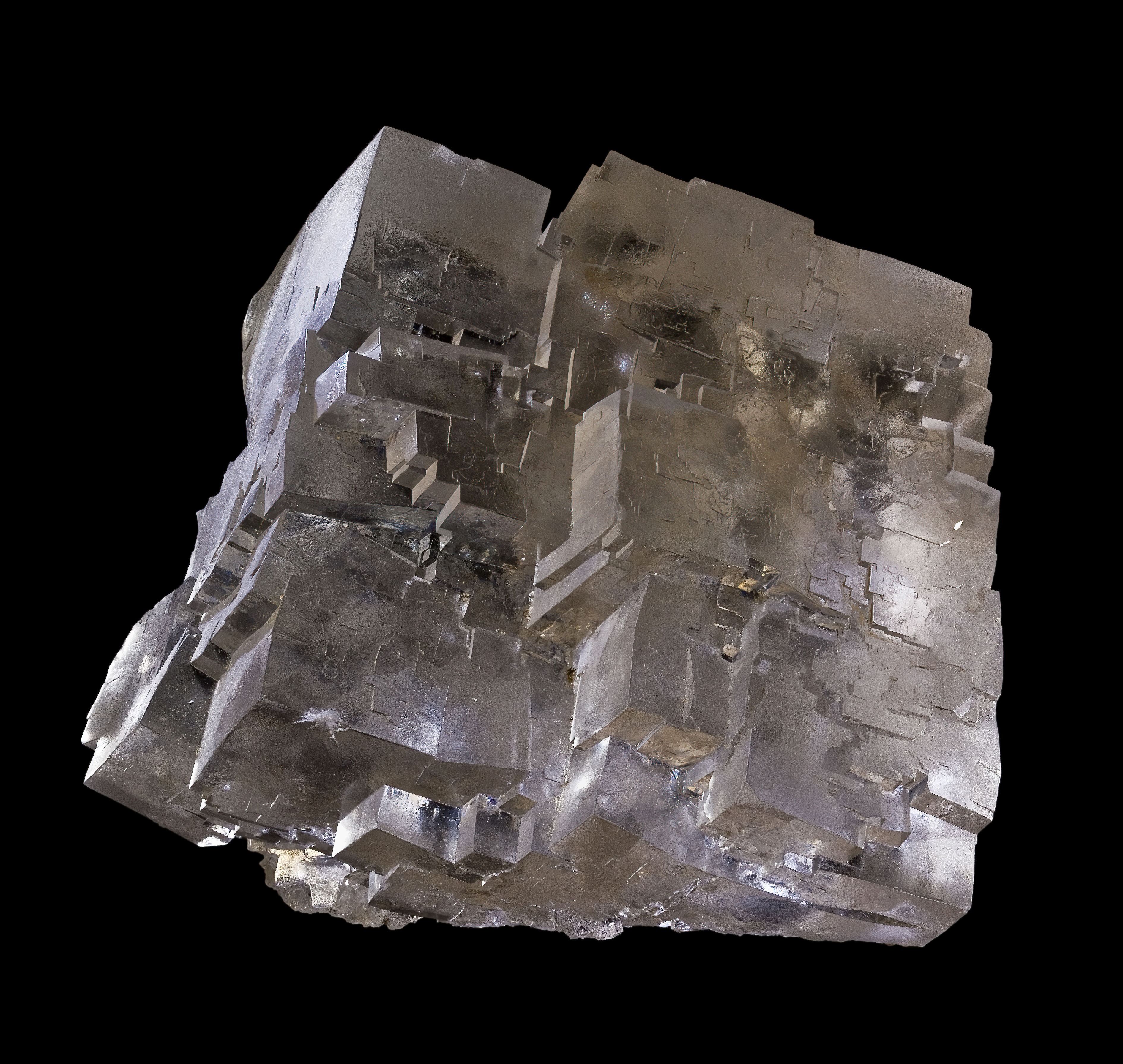
Кристалл хлорида натрия

Хлори́д на́трия или хлористый натрий (NaCl) — натриевая соль соляной кислоты. Известен в быту под названием поваренной соли, основным компонентом которой и является. Хлорид натрия в значительном количестве содержится в морской воде. Встречается в природе в виде минерала галита (каменной соли) и будучи растворëнным в водах естественных водоёмов, в некоторых таких водоёмах раствор насыщенный (рапа), как например в озере Баскунчак. Чистый хлорид натрия представляет собой бесцветные кристаллы, но с различными примесями его цвет может принимать голубой (электриды), фиолетовый, розовый, жёлтый или серый оттенок.

## Нахождение в природе и производство
В природе хлорид натрия встречается в виде минерала галита, который образует залежи каменной соли среди осадочных горных пород, прослойки и линзы на берегах солёных озёр и лиманов, соляные корки в солончаках и на стенках кратеров вулканов и в сольфатарах. Огромное количество хлорида натрия растворено в морской воде. Мировой океан содержит 4 × 1015 тонн NaCl. Следы NaCl постоянно содержатся в атмосфере в результате испарения брызг морской воды. В облаках на высоте полтора километра 30 % капель, больших 10 мкм по размеру, содержат NaCl. Также он найден в кристаллах снега.
Наиболее вероятно, что знакомство человека с солью произошло в лагунах тёплых морей или на соляных озёрах, где на мелководье солёная вода интенсивно испарялась под действием высокой температуры и ветра, а в осадке накапливалась соль. По образному выражению Пифагора, «соль была рождена благородными родителями: солнцем и морем».

### Галит
В природе хлорид натрия чаще всего встречается в виде минерала галита. Он имеет гранецентрированную кубическую решётку и содержит 39,34 % Na, 60,66 % Cl. Другими химическими элементами, входящими в состав примесей, являются: Br, N, H, Mn, Cu, Ga, As, I, Ag, Ba, Tl, Pb, K, Ca, S, O. Плотность 2,1—2,2 г/см³, а твёрдость по шкале Мооса — 2. Бесцветный прозрачный минерал со стеклянным блеском. Распространённый минерал соленосных толщ. Образуется при осаждении в замкнутых водоёмах, а также как продукт сгона на стенках кратеров вулканов. Составляет пласты в осадочных породах лагунных и морских фаций, штокоподобные тела в соляных куполах и тому подобных.

### Каменная соль
Каменной солью называют осадочную горную породу из группы эвапоритов, состоящую более чем на 90 % из галита. Галит также часто называют каменной солью. Эта осадочная горная порода может быть бесцветной или снежно-белой, но чаще она окрашена примесями глин, талька (серый цвет), оксидами и гидроксидами железа (жёлтый, оранжевый, розовый, красный), битумами (бурая). Каменная соль содержит хлориды и сульфаты натрия, калия, магния и кальция, бромиды, иодиды, бораты, гипс, примеси карбонатно-глинистого материала, доломита, анкериту, магнезита, битумов и так далее.
По условиям формирования месторождений каменную соль подразделяют на следующие виды:
- рассолы современных соляных бассейнов
- соляные подземные воды
- залежи минеральных солей современных соляных бассейнов
- ископаемые залежи (важнейшие для промышленности).

### Морская соль
Морская соль является смесью солей (хлориды, карбонаты, сульфаты и т. д.), образующейся при полном испарении морской воды. Среднее содержание солей в морской воде составляет:
| Соединение  | Масс. доля, % |
| ----------- | ------------- |
| NaCl        | 77,8          |
| MgCl2       | 10,9          |
| MgSO4       | 4,7           |
| KCl         | 2,5           |
| K2SO4       | 2,5           |
| CaCO3       | 0,3           |
| Ca(HCO3)2   | 0,3           |
| другие соли | 0,2           |

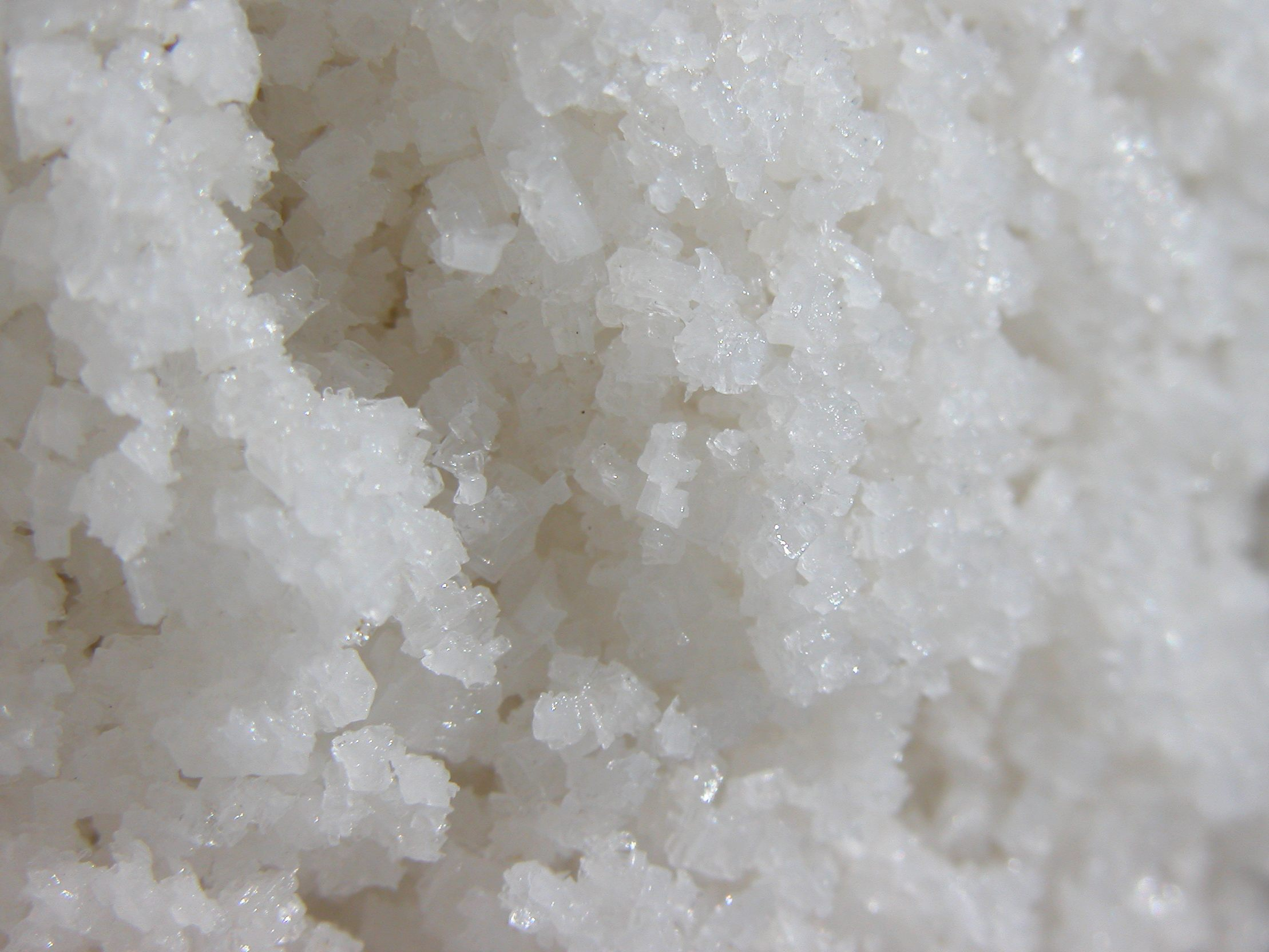
Очищенная кристаллическая морская соль

При испарении морской воды при температуре от 20 до 35 °C в осадке сначала кристаллизуются наименее растворимые соли — карбонаты кальция и магния и сульфат кальция. Затем выпадают более растворимые сульфаты натрия и магния, хлориды натрия, калия и магния, и после них — сульфаты калия и магния. Последовательность кристаллизации солей и состав осадка может несколько варьироваться в зависимости от температуры, скорости испарения и других условий. В промышленности морскую соль получают из морской воды, в основном методом обычного выпаривания. Она отличается от каменной соли значительно большим содержанием других химических солей, минералов и различных микроэлементов, в первую очередь йода, калия, магния и марганца. Соответственно, она отличается от хлорида натрия и по вкусу — горько-солёный привкус ей придают соли магния. Она используется в медицине: при лечении кожных заболеваний, таких как псориаз. Как лечебное вещество в аптечной и обычной торговой сети, распространённым продуктом является соль из Мёртвого моря. В очищенном виде этот вид соли также предлагается в продуктовой торговой сети — как натуральная и богатая йодом пищевая.

### Залежи
Залежи каменной соли найдены во всех геологических системах. Важнейшие из них сосредоточены в кембрийских, девонских, пермских и третичных отложениях. Каменная соль составляет мощные пластовые залежи и ядра сводчатых структур (соляных куполов и штоков), образует прослойки, линзы, гнёзда и вкрапления в других породах. Среди озёрных месторождений России крупнейшие — Эльтонское, Баскунчак в Прикаспии, Кучукское озеро, Кулундинское озеро, Эбейты и другие озёра в Западной Сибири.

### Производство
В древности технология добычи соли заключалась в том, что соляную рапу (раствор) вытаскивали лошадиным приводом из шахт, которые назывались «колодцами» или «окнами», и были достаточно глубокими — 60—90 м. Извлечённый солевой раствор выливали в особый резервуар — творило, откуда она через отверстия стекала в нижний резервуар, и системой желобов подавалась в деревянные башни. Там её разливали в большие чаны, на которых соль вываривали.
На Руси поморы вываривали соль на побережье Белого моря и называли её морянка. В 1137 году новгородский князь Святослав определил налог на соляные варницы:
…на мори от чрена и от салгы по пузу…
Беломорской солью, называемой «морянкой», торговали по всей Российской империи до начала XX века, пока её не вытеснила более дешёвая поволжская соль.
Современная добыча хлорида натрия механизирована и автоматизирована. Соль массово добывается выпариванием морской воды (тогда её называют морской солью) или рассола с других ресурсов, таких как соляные источники и соляные озера, а также разработкой соляных шахт и добычей каменной соли.

Для добычи хлорида натрия из морской воды необходимы условия жаркого климата с низкой влажностью воздуха, наличие значительных низменных территорий, лежащих ниже уровня моря, или затопляемых приливом, слабая водопроницаемость почвы испарительных бассейнов, малое количество осадков в течение сезона активного испарения, отсутствие влияния пресных речных вод и наличие развитой транспортной инфраструктуры.
Мировое производство соли в 2009 году оценивается в 260 миллионов тонн. Крупнейшими мировыми производителями являются Китай (60,0 млн тонн), США (46,0 млн тонн), Германия (16,5 млн тонн), Индия (15,8 млн тонн) и Канада (14 млн тонн).

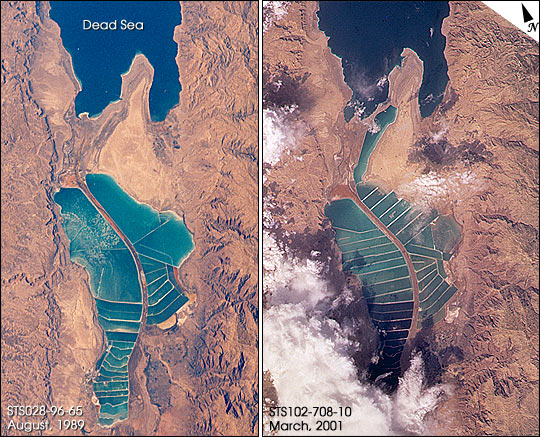
Добыча соли в южной части Мертвого моря, Израиль
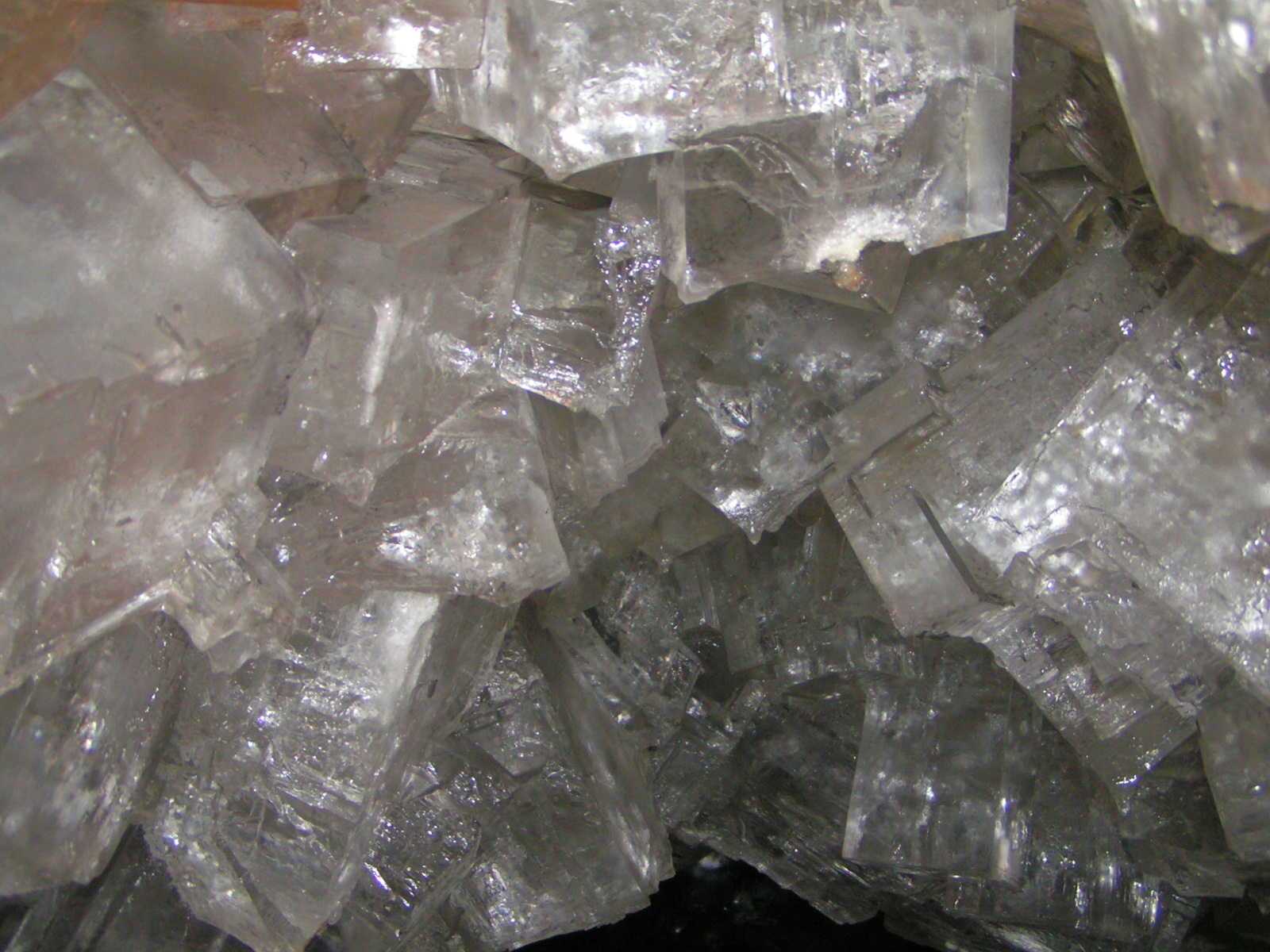
Кристаллы каменной соли
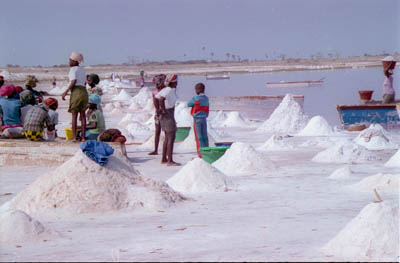
Плантация морской соли в Дакаре
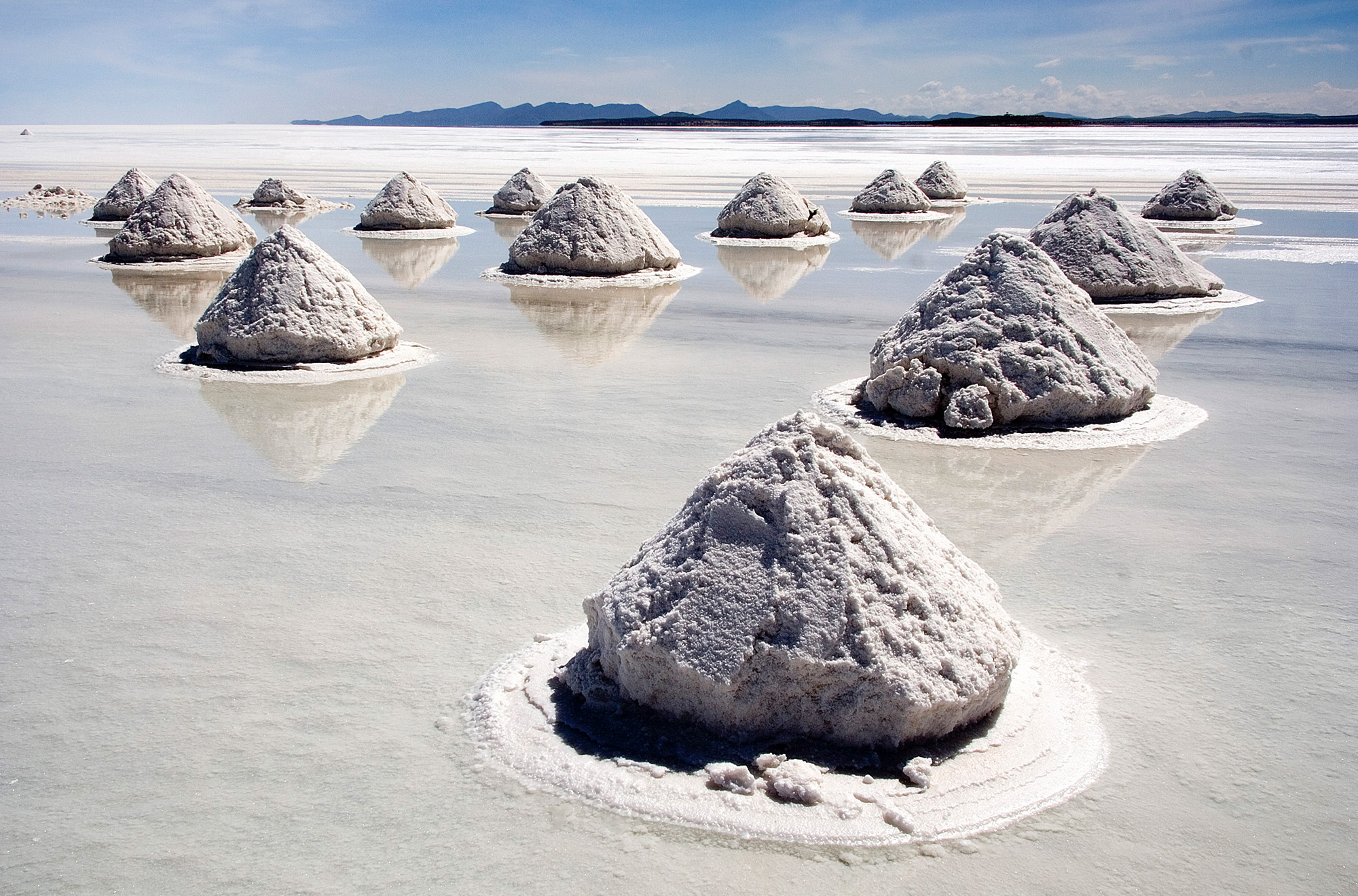
Соляные кучи на солончаке Уюни, Боливия

## Применение

### В пищевой промышленности и кулинарии

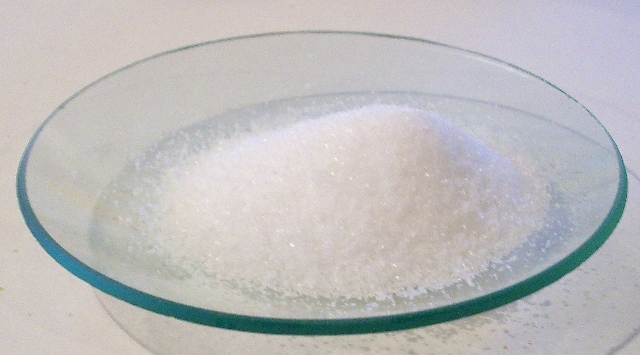
Соль поваренная

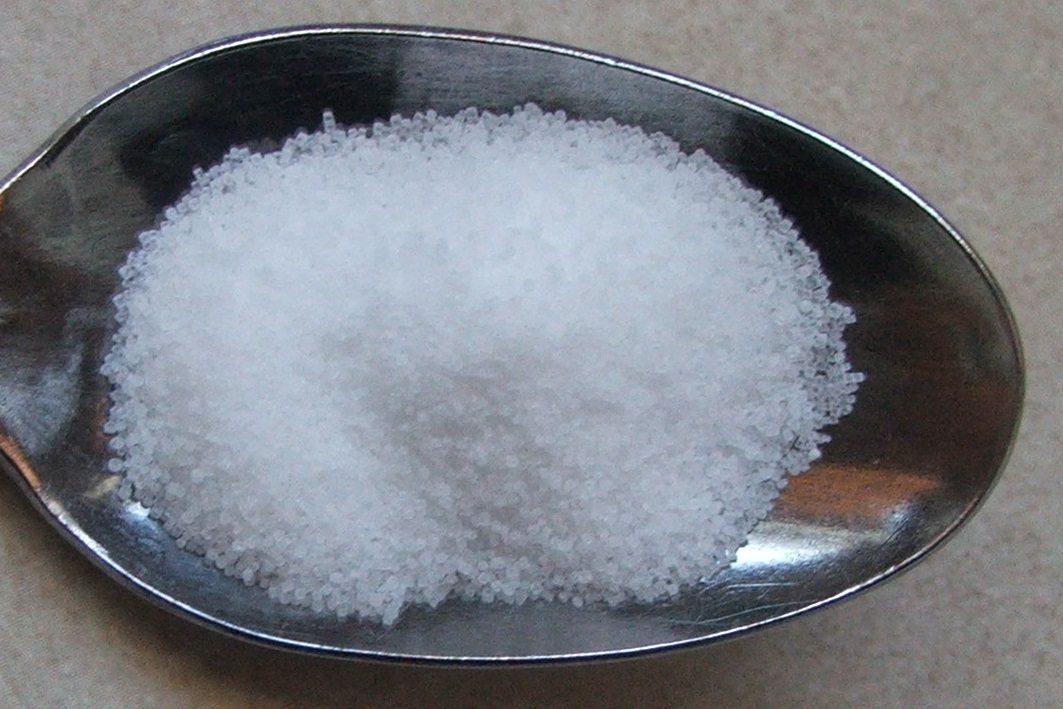
Хлорид натрия

В пищевой промышленности и кулинарии используют хлорид натрия, чистота которого должна быть не менее 97 %. Его применяют как вкусовую добавку и для консервирования пищевых продуктов. Такой хлорид натрия имеет товарное название поваренная соль, порой также употребляются названия пищевая, столовая, а также уточнение названия в зависимости от её происхождения — каменная, морская, и по составу добавок — йодированная, фторированная и т. д. Такая соль является кристаллическим сыпучим продуктом с солёным вкусом без привкуса, без запаха (за исключением йодированной соли), в котором не допускаются посторонние примеси, не связанные с методом добывания соли. Кроме хлорида натрия, поваренная соль содержит небольшое количество солей кальция, магния, калия, которые придают ей гигроскопичность и жёсткость. Чем меньше этих примесей в соли, тем выше её качество.
Выделяют сорта: экстра, высший, первый и второй. Массовая доля хлористого натрия в сортах, %:
- экстра — не менее 99,5;
- высший — 98,2;
- первый — 97,5;
- второй — 97,0.

Массовая доля влаги в выварочной соли сорта «экстра» 0,1 %, в высшем сорте — 0,7 %. Допускают добавки йодида калия (йодистого калия), йодата калия, фторидов калия и натрия. Массовая доля йода должна составлять (40,0 ± 15,0) × 10−4 %, фтора (25,0 ± 5,0) × 10−3 %. Цвет экстра и высшего сортов — белый, однако для первого и второго допускается серый, желтоватый, розовый и голубоватый оттенки в зависимости от происхождения соли. Пищевую поваренную соль производят молотой и сеяной. По размеру зёрен молотую соль подразделяют на номера: 0, 1, 2, 3. Чем больше номер, тем больше зерна соли.
В кулинарии хлорид натрия потребляют как важнейшую приправу. Соль имеет характерный вкус, без которого пища кажется человеку пресной. Такая особенность соли обусловлена физиологией человека. Однако зачастую люди потребляют соли больше, чем нужно для физиологических процессов.
Хлорид натрия имеет слабые антисептические свойства — 10—15 %-ное содержание соли предотвращает размножение гнилостных бактерий. Этот факт обусловливает её широкое применение как консерванта.

### В медицине
Изотонический (физиологический) раствор хлорида натрия в воде (0,9 %) применяется как дезинтоксикационное средство, для коррекции состояния систем организма в случае обезвоживания, как растворитель других лекарственных препаратов. Гипертонические растворы (10 % раствор) используют как вспомогательный осмотический диуретик при отёке головного мозга, для поднятия давления при кровотечениях, в состояниях, характеризующихся дефицитом ионов натрия и хлора, при отравлении нитратом серебра, для обработки гнойных ран (местно). В офтальмологии как местное средство раствор хлорида натрия обладает противоотёчным действием.

### В коммунальном хозяйстве. Техническая соль
Зимой хлорид натрия, смешанный с другими солями, песком или глиной — так называемая техническая соль — применяется как антифриз против гололёда. В некоторых странах ей посыпают проезжую часть и тротуары, хотя это отрицательно влияет на кожаную обувь и техническое состояние автотранспорта ввиду коррозийных процессов.

### Регенерация Nа-катионитовых фильтров
Nа-катионитовые фильтры широко применяются в установках умягчения воды всех мощностей при водоподготовке. Катионитным материалом на современных водоподготовительных установках служат в основном глауконит, полимерные ионообменные смолы и сульфированные угли. Наиболее распространены сульфокатионитные ионообменные смолы.
Регенерацию Nа-катионитовых фильтров осуществляют 6—10 %-м раствором поваренной соли, в результате катионит переводится в Na-форму, регенерируется. Реакции идут по уравнениям:
{\displaystyle {\mathsf {CaR_{2}+2NaCl\rightarrow 2NaR+CaCl_{2}}}}
{\displaystyle {\mathsf {MgR_{2}+2NaCl\rightarrow 2NaR+MgCl_{2}}}}

### Химическая промышленность
Соль, наряду с каменным углём, известняками и серой, образует «большую четвёрку» продуктов минерального сырья, которые являются важнейшими для химической промышленности. Из неё получают соду, хлор, соляную кислоту, гидроксид натрия, сульфат натрия и металлический натрий. Кроме этого соль используется также для промышленного получения легкорастворимого в воде хлората натрия, который является средством для уничтожения сорняков. Суммарное уравнение реакции электролиза горячего раствора хлорида натрия:
{\displaystyle {\mathsf {NaCl+3H_{2}O\rightarrow NaClO_{3}+3H_{2}}}}

#### Получение хлора и гидроксида натрия
В промышленности путём электролиза раствора хлорида натрия получают хлор. Процессы, происходящие на электродах:
- на катоде как побочный продукт выделяется водород вследствие восстановления ионов H+, образованных в результате электролитической диссоциации воды:

{\displaystyle {\mathsf {H_{2}O\rightleftarrows H^{+}+OH^{-}}}}
{\displaystyle {\mathsf {2H^{+}+2e^{-}\rightarrow H_{2}}}}
- поскольку (вследствие практически полной электролитической диссоциации NaCl), хлор в растворе находится в виде хлорид-ионов, они окисляются на аноде до свободного хлора в виде газа:

{\displaystyle {\mathsf {NaCl\rightarrow Na^{+}+Cl^{-}}}}
{\displaystyle {\mathsf {2Cl^{-}\rightarrow Cl_{2}+2e^{-}}}}
- суммарная реакция:

{\displaystyle {\mathsf {2NaCl+2H_{2}O\rightarrow 2NaOH+Cl_{2}\!\uparrow +\ H_{2}\!\uparrow }}}
Как видно из уравнения суммарной реакции, ещё одним продуктом является гидроксид натрия. Расход электроэнергии на 1 т хлора составляет примерно 2700 кВт × час. Полученный хлор при повышенном давлении сжижается в жёлтую жидкость уже при обычной температуре.
Если между анодом и катодом нет диафрагмы, то растворённый в воде хлор начинает реагировать с гидроксидом натрия, образуя хлорид и гипохлорит натрия NaClO:
{\displaystyle {\mathsf {2NaOH+Cl_{2}\rightarrow NaCl+NaOCl+H_{2}O}}}
Поэтому для получения гидроксида натрия применяют диафрагму и соответствующий метод получения NaOH называют диафрагменным. В качестве диафрагмы применяют асбестовый картон. В процессе электролиза раствор хлорида натрия постоянно подаётся в анодное пространство, а из катодного пространства непрерывно вытекает раствор хлорида и гидроксида натрия. Во время выпаривания последнего хлорид кристаллизуется, поскольку его растворимость в 50 % растворе NaOH крайне мала (0,9 %). Полученный раствор NaOH выпаривают в железных чанах, затем сухой остаток переплавляют.
Для получения чистого гидроксида натрия (без добавок хлорида натрия) применяют ртутный метод, где используют графитовый анод и ртутный катод. Вследствие того, что перенапряжение выделения водорода на ртути очень большое, на ней вновь появляются ионы натрия и образуется амальгама натрия:
{\displaystyle {\mathsf {Na^{+}+e^{-}\rightarrow Na_{(Hg)}}}}
Амальгаму позже разлагают горячей водой с образованием гидроксида натрия и водорода, а ртуть перекачивают насосом обратно в электролизёр:
{\displaystyle {\mathsf {2Na_{(Hg)}+2H_{2}O\rightarrow 2NaOH+H_{2}\!\uparrow }}}
Суммарная реакция процесса такая же, как и в случае диафрагменного метода.

#### Получение металлического натрия
Металлический натрий получают электролизом расплава хлорида натрия. Происходят следующие процессы:
- на катоде выделяется натрий:

{\displaystyle {\mathsf {Na^{+}+e^{-}\rightarrow Na}}}
- на аноде выделяется хлор (как побочный продукт):

{\displaystyle {\mathsf {2Cl^{-}\rightarrow Cl_{2}+2e^{-}}}}
- суммарная реакция:

{\displaystyle {\mathsf {2Na^{+}+2Cl^{-}\rightarrow 2Na+Cl_{2}}}}
Ванна электролизёра состоит из стального кожуха с футеровкой, графитового анода и кольцевого железного катода. Между катодом и анодом располагается сетчатая диафрагма. Для снижения температуры плавления NaCl (800 °C), электролитом является не чистый хлорид натрия, а его смесь с хлоридом кальция CaCl2 (40:60) с температурой плавления 580 °C. Металлический натрий, который собирается в верхней части катодного пространства, содержит до 5 % примесь кальция, но последний со временем почти полностью отделяется, поскольку его растворимость в жидком натрии при температуре его плавления (371 K = 98 °C) составляет всего 0,01 %. С расходованием NaCl его постоянно добавляют в ванну. Затраты электроэнергии составляют примерно 15 кВт × ч на 1 кг натрия.

#### Получение соляной кислоты и сульфата натрия
Среди многих промышленных методов получения соляной кислоты, то есть водного раствора хлороводорода (HCl), применяется реакция обмена между твёрдым хлоридом натрия и концентрированной серной кислотой:
{\displaystyle {\mathsf {NaCl+H_{2}SO_{4}\ {\xrightarrow {t<110^{o}C}}\ NaHSO_{4}+HCl\uparrow }}}
{\displaystyle {\mathsf {NaCl+NaHSO_{4}\ {\xrightarrow {450-800^{o}C}}\ Na_{2}SO_{4}+HCl\uparrow }}}
Первая реакция происходит в значительной степени уже при обычных условиях, а при слабом нагреве идёт почти до конца. Вторая происходит лишь при высоких температурах. Процесс осуществляется в специальных механизированных печах большой мощности. Хлороводород, который выделяется, обеспыливают, охлаждают и поглощают водой с образованием соляной кислоты. Как побочный продукт образуется сульфат натрия Na2SO4.
Этот метод применяется также для получения хлороводорода в лабораторных условиях.

## Физические и физико-химические свойства

Фазовая диаграмма системы вода — хлорид натрия
L — жидкая фаза, S — твёрдая фаза, E — эвтектика. Зависящий от температуры равновесный состав жидкого или твёрдого раствора в гетерогенной системе задают линии: ликвидуса — для жидкой фазы, солидуса — для твёрдой фазы.

Температура плавления — 800,8 °С, кипения — 1465 °С.
Умеренно растворяется в воде, растворимость мало зависит от температуры: растворимость NaCl (в граммах на 100 г воды) равна 35,9 при 21 °C и 38,1 при 80 °C. Она существенно снижается в присутствии хлороводорода, гидроксида натрия, хлоридов других металлов. Растворяется в жидком аммиаке, вступает в реакции обмена[уточнить]. В чистом виде хлорид натрия не гигроскопичен. Однако соль часто бывает загрязнена примесями (преимущественно ионами Ca2+, Mg2+ и SO2−
4), и такая соль на воздухе сыреет. Кристаллогидрат NaCl · 2H2O можно выделить при температуре ниже 0,15 °C.
Смесь измельчённого льда с мелким порошком хлорида натрия является эффективным охладителем. Так, при смешивании 30 г NaCl и 100 г льда смесь охлаждается до температуры −20 °C. Это происходит потому, что водный раствор соли замерзает при температуре ниже 0 °C. Лёд, имеющий температуру около 0 °C, плавится в таком растворе, поглощая тепло окружающей среды.
| Термодинамические характеристики | Термодинамические характеристики |
| -------------------------------- | -------------------------------- |
| ΔfH0g                            | −181,42 кДж/моль                 |
| ΔfH0l                            | −385,92 кДж/моль                 |
| ΔfH0s                            | −411,12 кДж/моль                 |
| ΔfH0aq                           | −407 кДж/моль                    |
| S0g, 1 bar                       | 229,79 Дж/(моль·K)               |
| S0l, 1 bar                       | 95,06 Дж/(моль·K)                |
| S0s                              | 72,11 Дж/(моль·K)                |

Диэлектрическая проницаемость NaCl — 6,3.
Плотность и концентрация водных растворов NaCl
| Концентрация, % | Концентрация, г/л | Плотность, г/мл |
| --------------- | ----------------- | --------------- |
| 1               | 10,05             | 1,005           |
| 2               | 20,25             | 1,012           |
| 4               | 41,07             | 1,027           |
| 6               | 62,47             | 1,041           |
| 8               | 84,47             | 1,056           |
| 10              | 107,1             | 1,071           |
| 12              | 130,2             | 1,086           |
| 14              | 154,1             | 1,101           |
| 16              | 178,5             | 1,116           |
| 18              | 203,7             | 1,132           |
| 20              | 229,5             | 1,148           |
| 22              | 256               | 1,164           |
| 24              | 283,2             | 1,18            |
| 26              | 311,2             | 1,197           |

## Биологическая функция
Человек ежегодно потребляет в среднем около 5 килограммов хлорида натрия. В организме взрослого человека в среднем находится 5 литров крови, в чей состав на 0,9 % также входит соль. Вместе с мочой человек выводит ежедневно около 15 граммов NaCl. В человеческом поте также содержится около 0,5 % NaCl, а потому в случае усиленного потоотделения рекомендуется употреблять газированную воду, содержащую также 0,5 % NaCl.
Физиологически обоснованная суточная норма потребления соли в умеренном климате для человека средней массы в возрасте 30 лет составляет 4—6 граммов соли, однако во многих странах она традиционно значительно выше — примерно 10—20 граммов, а в условиях жаркого климата из-за повышенного потоотделения — до 25—30 граммов. В случае экстремальных нагрузок на организм суточная потребность в соли может достигать 100—150 граммов. Соль является регулятором осмотического давления, водного обмена, способствует образованию соляной кислоты желудочного сока, активизирует деятельность ферментов. Но чрезмерное употребление соли приводит к повышению кровяного давления, болезни почек и сердца. Недостаток соли в организме вызывает разрушение костной и мышечной тканей. Он может вызвать депрессию, нервные расстройства, ухудшение пищеварения и сердечно-сосудистой деятельности, спазмы гладкой мускулатуры, остеопороз, анорексию. В случае хронической нехватки хлорида натрия возможен летальный исход.
Домашние животные (коровы, овцы, лошади, козы) также нуждаются в соли. Недостаток хлорида натрия в организме молодого животного вызывает задержку в росте и наборе веса, а у взрослого — вялость, потерю аппетита, снижение надоев молока и частичную потерю веса. Поскольку корма и листья растения содержат мало соли, на современных фермах её добавляют в состав комбикормов и дополнительно также обогащают витаминами и минеральными веществами, необходимыми для здоровья скота.

## Лабораторное получение и химические свойства
При действии концентрированной серной кислоты на твёрдый хлорид натрия выделяется хлороводород:
{\displaystyle {\mathsf {NaCl+H_{2}SO_{4}\xrightarrow {t>110^{o}C} NaHSO_{4}+HCl\uparrow }}}
С раствором нитрата серебра образует белый осадок хлорида серебра (качественная реакция на хлорид-ион):
{\displaystyle {\mathsf {NaCl+AgNO_{3}\rightarrow NaNO_{3}+AgCl\downarrow }}}
При смешивании с сульфатом меди в растворе получается тетрахлорокупрат натрия, при этом синий раствор зеленеет из-за преобладания гидратированного иона {\displaystyle {\ce {[CuCl4(H2O)2]^2-}}} :
{\displaystyle {\mathsf {CuSO_{4}+4NaCl\rightleftarrows Na_{2}[CuCl_{4}]+Na_{2}SO_{4}}}}
Учитывая огромные природные запасы хлорида натрия, необходимости в его промышленном или лабораторном синтезе нет. Однако, его можно получить различными химическими методами как основной или побочный продукт.
- получение из простых веществ натрия и хлора является экзотермической реакцией[25]:

{\displaystyle {\mathsf {2Na+Cl_{2}\rightarrow 2NaCl+410\ kJ/mol}}}
- нейтрализация щелочи гидроксида натрия соляной кислотой[26]:

{\displaystyle {\mathsf {NaOH+HCl\rightarrow NaCl+H_{2}O}}}
Поскольку хлорид натрия в водном растворе почти полностью диссоциирован на ионы:
{\displaystyle {\mathsf {NaCl\rightarrow Na^{+}+Cl^{-}}}}
Его химические свойства в водном растворе определяются соответствующими химическими свойствами катионов натрия и хлорид-анионов.

## Структура

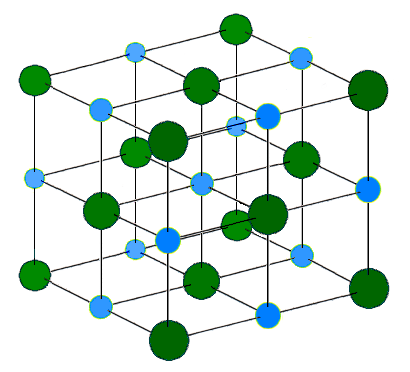
Кристаллическая решётка хлорида натрия.
Голубой цвет — Na^{+}
Зелёный цвет — Cl^{−}

Хлорид натрия образует бесцветные кристаллы кубической сингонии, пространственная группа Fm3m, параметры ячейки a = 0,563874 нм, d = 2,17 г/см3.  Каждый из ионов Cl− окружён шестью ионами Na+ в октаэдрической конфигурации, и наоборот. Если мысленно отбросить, например, ионы Na+, то останется плотно упакованная кубическая структура ионов Cl−, называемая гранецентрированной кубической решёткой. Ионы Na+ тоже образуют плотно упакованную кубическую решётку. Таким образом, кристалл состоит из двух подрешёток, сдвинутых друг относительно друга на полупериод. Такая же решётка характерна для многих других минералов.
В кристаллической решётке между атомами преобладает ионная химическая связь, что является следствием действия электростатического взаимодействия противоположных по заряду ионов.